# John Nott
Sir John William Frederic Nott (Bideford, 1º febbraio 1932 – Cornovaglia, 6 novembre 2024) è stato un politico britannico, segretario di Stato per la Difesa durante la Guerra delle Falklands.

## Biografia
Fu membro della Camera dei comuni per il Collegio di St Ives dal 1966 al 1983. Inizialmente iscritto al Partito Liberale Nazionale, Nott aderì al Partito Conservatore nel 1968.
Agli inizi degli anni Settanta Nott fu membro del governo di Edward Heath come ministro di Stato al Tesoro. 
Dal 1979 al 1981, sotto il governo di Margaret Thatcher, divenne Segretario di Stato al Commercio e, dopo un rimpasto, passò alla Difesa. Fu Segretario alla difesa dal gennaio 1981 al 1983, proprio nel periodo in cui scoppiò il conflitto tra il Regno Unito e l'Argentina per la questione delle Falklands.
Nel gennaio 1983 annunciò le sue dimissioni dal governo e fu sostituito Michael Heseltine. Nelle elezioni politiche dell'aprile quell'anno non si ricandidò. Negli anni successivi Nott ricoprì importanti incarichi di manager per diverse aziende.
Nel 2016 si dichiarò favorevole alla Brexit.